# Amolops spinapectoralis
Amolops spinapectoralis é uma espécie de anfíbio da família Ranidae.
É endémica do Vietname.
Os seus habitats naturais são: florestas subtropicais ou tropicais húmidas de baixa altitude, regiões subtropicais ou tropicais húmidas de alta altitude e rios.
Está ameaçada por perda de habitat.